# Georg Christian Gottfried Schade
Georg Christian Gottfried Schade (* 2. November 1761 vermutlich in Hannover; † 7. Juli 1843 ebenda) war ein hannoverscher Kirchenmusiker, Organist und Komponist.

## Leben
Georg Christian Gottfried Schade wurde 1761 im Kurfürstentum Hannover zur Zeit der Personalunion zwischen Großbritannien und Hannover geboren. In der Stadt Hannover wirkte er als Organist zunächst an der seinerzeitigen Garnisonkirche, bevor er am 12. September 1800 als Organist der hannoverschen Marktkirche gewählt wurde. Dort spielte er im Turmraum auf der mutmaßlich im 17. Jahrhundert erbauten Orgel, die später umgebaut und während der Luftangriffe auf Hannover im Zweiten Weltkrieg zerstört wurde.
Am 1. April 1838 feierte Schade sein 50-jähriges Dienstjubiläum, zu dem ihm ein großes Konzert in der Marktkirche gegeben wurde, bei dem der Komponist Heinrich Marschner dirigierte. Der Jubilar selbst spielte an der Orgel eine Fuge sowie einen variierten Choral, den er ursprünglich zu seinem Dienstantritt komponiert hatte.

## Werke
Im Laufe seiner 81 Lebensjahre schuf Schade als Komponist verschiedene Melodien:
- Eine davon wurde unter der Nummer 1029 in dem von Heinrich Wilhelm Stolze in der Helwing’schen Hofbuchhandlung 1834 erschienenen Allgemeinen Choralmelodienbuch … abgedruckt.[2][5]
- Eine andere Melodie findet sich in Georg Heinrich Friedrich Enckhausens 1858 erschienenen[2]… Choral-Melodien für den Schulgebrauch …[6]

## Grabstein der Familie
In einer im Mai 2016 zum Gartendenkmal des Alten St.-Nikolai-Friedhofs erschienenen Broschüre wird das – denkmalgeschützte – Familien-Grabmal der Schades unter der Nummer 27 beschrieben. Die rechteckige, klassizistisch geprägte Stele trägt als oberen Abschluss ein Halbrund mit Sonnensymbol und auf der Vorder- und Rückseite in lateinischer Schreibschrift zwei Inschriften:(Lage)

„Hier ruhen: Georg Christian Gottfried Schade, Organist an hiesiger Marktkirche, geboren d. 2. Nov. 1761, gestorben d. 7. Juni 1843,

dessen Ehefrau

Anna Catharina Sophia David, geb. d. 5. März 1762, gest. d. 11. März 1834“

Auf der anderen Seite:

„Und zwei ihrer Kinder:

Karolina Friederika, geb. d. 23. März 1798, gest. d. 16. März 1831

Georgine Amalie, geb. 19. April 1801, gest. d. 30. März 1823

Sanft ruhe ihre Asche“